# Gita Sellmann
Gita Sellmann (även stavat Gita Sellman), född 1935, är en svensk flerspråkig kulturpersonlighet, pedagog, författare och föreläsare med dans och interkulturellt samarbete som främsta verksamhetsområde. Hon är uppvuxen i Medelpad. 

## Utbildning
Sellmann har en filosofie magisterexamen från Uppsala universitet. Hon har också betyg i flera ämnen, bland annat antropologi, från Stockholms universitet samt universitetet i Aix en Provence och tolkskolan i Nice. Hon har examen från Journalistinstitutet i Stockholm och har dokumentärfilms-utbildning från Dramatiska Institutet, numera Stockholms konstnärliga högskola. 
Sellmann har också professionell dansutbildning från Balettakademin, danspedagogutbildning från Statens dansskola, numera SKH, i Folk och Stildanser samt utbildning i dansantropologi från Hawaii University. Hon har examen från LIMS i New York som ”Certified Movement Analyst”. 

## Verksamhet
Sellmann är en av grundarna till det Internationella Dansrådet CID som bildades vid UNESCO 1973 och samarbetade då med Dansmuseet och dess dåvarande chef Bengt Häger. Under åren 1982-1986 var Sellmann ordförande i Danscentrum samt 1984-1998 även ledare för och dansare i Asiatiska Dansteatern. Hon har tidigare varit anställd på Svenska Unescorådet vid nämnden för internationellt bistånd, numera SIDA, samt varit lärare i svenska på TBV och SFI.  
Sedan1991 arbetar Gita Sellmann ideellt med Academia Arabescas Vänförening som för sin kulturella utbytesverksamhet disponerar lokaler i Marocko, där hon också är styrelseledamot. 
Som författare medverkar hon som skribent i ett flertal böcker, bland annat Allt om groddar, Dans i Världen samt Östern är röd. 
Under sina omfattande resor världen runt, som reseledare samt som deltagare i otaliga dansforsknings-kongresser, har hon också tagit lektioner i och fotografiskt dokumenterat många traditionella utomeuropeiska dansformer. Detta omfattande fotomaterial bildade grunden till den ideella föreningen IDRA, Intercultural Dance Research Archives, där Sellmann var en aktiv föreläsare och eldsjäl under 1982-2006. Bl.a. startade hon där, i samarbete med New York University 1983-1984, den första akademiska grundkursen i Dansterapi i Sverige med universitetsprofessorer från USA som föreläsare. År 2022 ombildades föreningen med en delvis ny och digital inriktning och med Sellman och Josefine Chiacchiero som drivande krafter.